# Sichtestrich

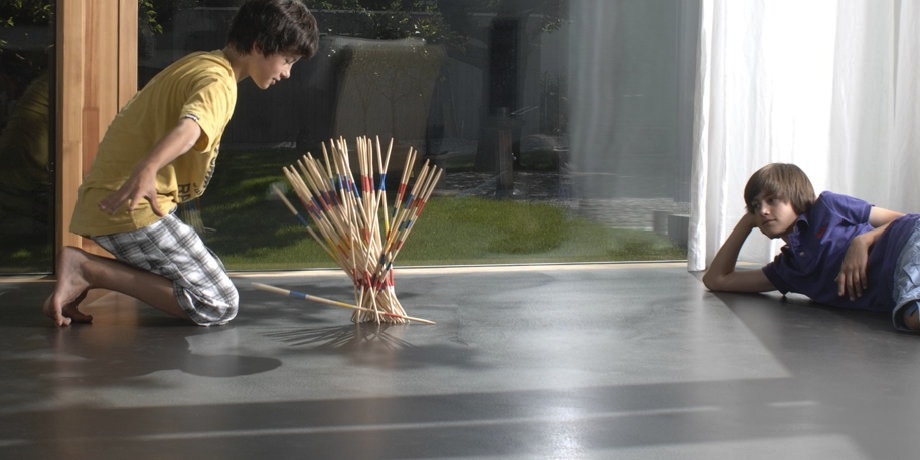
Fugenloser Sichtestrich auf Zementbasis

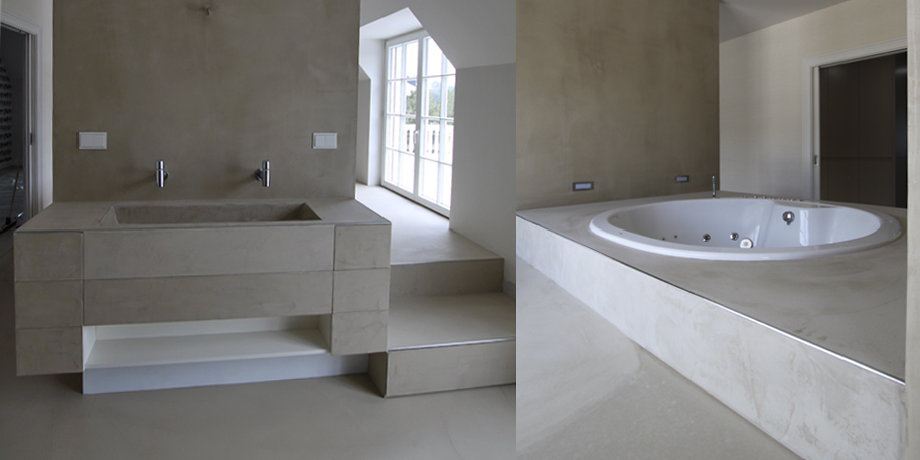
Bad und Möbel aus Sichtestrich

Sichtestrich, sichtbarer Estrich oder auch Estrich mit geschliffener Oberfläche genannt ist ein Estrich, der ohne weiteren Bodenbelag als Fußboden dient. Hierzu wird je nach gewünschter Oberfläche der Estrich eingefärbt und/oder mit besonderen Zuschlagstoffen hergestellt. Der abgebundene Estrich wird ähnlich Terrazzo geschliffen oder zumindest angeschliffen. Beim Schleifen kann durch eine sogenannte Vergütung mit Natriumsilicaten durch Verkieselung eine dichtere Oberfläche hergestellt werden. Zum Schutz vor Flecken im Boden werden auch im Rahmen der laufenden Bodenpflege verschiedene Vergütungs- und Imprägnierungsverfahren eingesetzt.
Sichtestrich eignet sich vor allem für Wohn- und Büroräume, aber auch für Terrassen und andere Freiflächen. Aufgrund der sichtbar bleibenden Oberfläche und Schwierigkeiten bei nachträglicher Beseitigung von Oberflächenmängeln ist der Estrich besonders sorgfältig zu planen (etwa durch Anlage von Dehnfugen zur Vorbeugung unkontrollierter Risse) und einzubauen.